# Boschkreek (Axel)
De Boschkreek is een kreekrestant dat zich bevindt in de Beoosten Blij-benoordenpolder op 5 km ten noordoosten van Axel.
De Boschkreek staat naar het westen toe in verbinding met de Otheense Kreek en in het oosten met de Oude LInie, onderdeel van de Linie van Axel II. Vanuit de Boschkreek takt ook de Dries Arendskreek af, welke in zuidwaartse richting loopt. De eigenlijke Boschkreek heeft een hoefijzervorm en bestaat feitelijk uit twee armen.
Tijdens het eerste decennium van de 21e eeuw werd de omgeving van de kreek omgevormd tot natuurgebied. Broedvogels zijn onder meer:  kievit, graspieper en gele kwikstaart. Oever- en watervogels zijn: watersnip, witgatje, tureluur, wilde eend, kuifeend, meerkoet en fuut.